# Восстание греческой армии на Ближнем Востоке
Восстание на Ближнем Востоке (греч.  Εξέγερση στη Μέση Ανατολή, часто упоминается как Движение Ближнего Востока (греч. Κίνημα της Μέσης Ανατολής) — имевшее место в апреле 1944 года восстание греческих вооружённых сил на Ближнем Востоке против правительства Греции в изгнании, возглавлявшегося Эммануилом Цудеросом.
Подавление восстания имело далеко идущие политические последствия, создало предпосылки и стало прелюдией британской интервенции в Греции в декабре 1944 года и Гражданской войны (1946—1949). В силу этого, историк Георгиос Афанасиадис, в своей одноимённой книге, именует события на Ближнем Востоке «Первым актом Греческой трагедии».

## Предыстория
Попытка переворота, предпринятая в 1935 году сторонниками Э. Венизелоса с целью не допустить реставрацию монархии, была подавлена. Это усилило позиции монархистов, что привело к падению Второй Греческой Республики.
После плебисцита 1935 года монархия была восстановлена. Опасаясь подъёма левого движения, король назначил премьер-министром генерала И. Метаксаса.
В августе 1936 года, с согласия короля, Метаксас распустил парламент и установил в стране диктаторский режим, именуемый в историографии «режим 4 августа».
Режим Метаксаса носил явно выраженный антикоммунистический характер и, при всех национальных особенностях, идеологически был близок к современным ему режимам в Италии, Германии и Испании, однако во внешней политике продолжал традиционную для Греции c XIX века про-британскую политику.
Метаксас пытался остаться нейтральным в разразившейся Второй мировой войне, но отклонил предъявленный ему 28 октября 1940 года итальянский ультиматум, хотя и не верил что Греция может выйти победительницей из военного столкновения с Италией.
Однако греческая армия отразила итальянское вторжение и перенесла военные действия на территорию Албании. Метаксас умер в ходе войны, 29 января 1941 года, и премьер-министром стал экономист А. Коризис.
Продолжающиеся греческие победы вынудили гитлеровскую Германию прийти на помощь своему союзнику. Немцы вторглись в Грецию 6 апреля 1941 года с территории союзной им Болгарии. Не сумев с хода прорваться через Линию Метаксаса, немецкие дивизии прошли через территорию Югославии и вышли к Фессалоники.
При приближении немцев к столице, премьер А. Коризис покончил жизнь самоубийством.
21 апреля пост премьера принял Э. Цудерос, который 23 апреля, вместе с королевским двором и министрами, перебрался на остров Крит, а затем в Египет.
31 мая пал Крит. Греция была разделена на немецкую, итальянскую и болгарскую зоны оккупации.
В создавшемся политическом вакууме, инициативу по созданию в оккупированной стране Движения Сопротивления взяла на себя Коммунистическая партия Греции, которая создала широкий Национально-освободительный фронт (ЭАМ), и который, в свою очередь, создал Народно-освободительную армию (ЭЛАС).

## Формирование воинских частей эмиграционного правительства
Ещё до прибытия на Ближний Восток эвакуированных из Греции частей, здесь находился батальон добровольцев из местных греков Египта. Батальон предназначался для участия в военных действиях в Греции, но застрял в Египте, скорее всего, в силу своей неопределённой принадлежности.
С июня 1941 года начали формироваться другие соединения из солдат, выживших из сражения за Крит.
Для продолжения войны в Александрию прорвались уцелевшие корабли греческого флота, в составе 30-летнего броненосного крейсера («Георгиос Авероф», 9 эсминцев, 5 подводных лодок, 2 транспортов, 5 тральщиков, 1 плавмастерской, 2 мобилизованных пассажирских судов.
Из 79 самолётов которыми располагали греческие ВВС в начале войны, уцелели и прибыли на Ближний Восток только 10 самолётов.
Стали прибывать беженцы с островов и континентальной Греции.
Вместе с правительством в изгнании на Ближнем Востоке оказались около 250 офицеров армии и 500 офицеров флота и авиации:571. Усилился стихийный и организованный поток тайком прибывающих из оккупированной Греции на Ближний Восток офицеров и рядовых. Отдельно рассматривается случай с бригадой Эвроса.

### Бригада Эвроса
Бригада, прикрывавшая греко-турецкую границу по реке Эврос, в начале немецкого вторжения насчитывала 2300 человек, под командованием генерала Зисиса. Бригада успешно защищала крайний (восточный) форт Нимфео Линии Метаксаса и свой участок греко-болгарской границы.
После сдачи группы дивизий Восточной Македонии возникла угроза пленения бригады. Генерал Зисис принял решение переправить бригаду на турецкий берег реки, предполагая, что положения довоенного Балканского Пакта между Грецией, Югославией и Турцией остаются в силе. Генерал, однако, не знал, что турки подписали с немцами соглашение, которое аннулировало Пакт, получив от немцев заверение, что они будут оставаться в 20 км от турецкой границы. Когда бригада сложила оружие, но получила отказ в немедленной переброске на Крит для продолжения участия в боях, генерал Зисис покончил жизнь самоубийством:549.
Британская дипломатия предприняла большие усилия, с тем, чтобы заигрывавшая с немцами, но номинально нейтральная Турция разрешила 1300 безоружным солдатам и офицерам бригады выбраться на Ближний Восток:605.

## Антифашистская Военная Организация

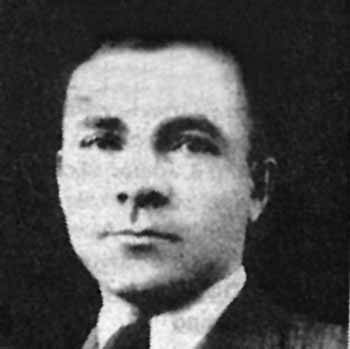
Яннис Саллас, организатор и Генеральный секретарь Антифашистской Военной Организации

В июне 1941 года эмиграционное правительство сформировало 1-ю бригаду, насчитывавшую 250 офицеров и 5500 рядовых:605.
К концу 1942 года были созданы 2 бригады, 1 полк артиллерии, отдельный пехотный батальон и «Священный отряд»:606.
Однако с привлечением большого числа офицеров довоенного диктаторского режима генерала И. Метаксаса и монархистов, становилось очевидным, что эти подразделения формировались не столько для борьбы против армий Оси, сколько для возвращения эмиграционного правительства и обеспечивающего британские интересы королевского двора в Грецию, после её освобождения, что делало вероятным их использование против созданной по инициативе компартии Народно-освободительной армии Греции.
По этой причине, уже с 10 октября 1941 года, по инициативе Янниса Салласа и других греческих коммунистов, в армии была создана Антифашистская Военная Организация (ΑΣΟ). Были созданы также её структуры во флоте (Антифашистская Организация Флота (ΑΟΝ) во главе с коммунистом Филипом Пангалосом) и в ВВС (Антифашистская Организация Авиации (ΑΟΑ)).
Кроме этого была создана организация греческих беженцев на Ближнем Востоке и греческого населения Египта, Национальная Освободительная Лига (ΕΑΣ).
Саллас стал координатором и Генеральным секретарём организаций.
Историк Т. Герозисис пишет, что поскольку Саллас покинул Грецию не имея контакта с греческой компартией до 1943 года, он действовал по своему усмотрению, поэтому ни компартия,  ни Национально-освободительный фронт (ЭАМ) не имели непосредственного отношения к его действиям:608.
Эти организации печатали соответствующие газеты «Антифашист», «Свобода» и «Зведа», которые получили широкое распространение как в воинских частях, так и среди греческого гражданского населения на Ближнем Востоке.
Уже с первых своих листов газеты отражали организованную оппозицию рядовых, унтер-офицеров, а также некоторых офицеров, по отношению к старшим офицерам, многие из которых представляли довоенный диктаторский режим генерала Метаксаса. ΑΣΟ протестовала и обвиняла эмиграционные правительства Э. Цудероса, а затем Софокла Венизелоса, за сохранение представителей режима Метаксаса на ключевых позициях армии, что кроме прочего, согласно её обвинениям, было источником коррупции и плохого функционирования армии. Организация также обвиняла правительство в том, что вместо того чтобы подготавливать уже многочисленную армию к войне против Оси, оно продолжало антикоммунистическую и антисоветскую пропаганду, с целью использовать армию для своих целей после освобождения страны. ΑΣΟ также обвиняла и делало известными продолжающиеся контакты эмиграционного правительства с правительством квислингов в Афинах.
Многие из призывов ΑΣΟ ставят целью улучшение боевой способности армии.
Однако эмиграционные лидеры (политики и высшие офицеры) видели основной целью подготовку и сохранения армии в качестве той силы, которая вернёт и поддержит их власть в послевоенной Греции. Предстоящее столкновение лежало в основе его политики на протяжении всего периода существования греческой армии на Ближнем Востоке.
Историк Солон Григориадис пишет:279:
«ΑΣΟ и её ответвления ΑΟΝ и ΑΟΑ организовали в своих рядах значительное число солдат, моряков и лётчиков, а также маленькую, но вовсе не-незначительную часть унтер-офицеров и офицеров. Многие из них постепенно примкнули к коммунизму, включая нескольких офицеров. С созданным ею механизмом организация могла массово мобилизовать военнослужащих и вдохновлять фанатизм и страсть. Первоначально организация обращалась к демократам, но включила своих сторонников в однозначно левую категорию, под именем «антифашисты»».
Григориадис также отмечает, что ΑΣΟ была более откровенной в своих целях, нежели ЭАМ в Греции. Организация принимала чёткие, бескомпромиссные, агрессивные политические позиции против короля, правительства, даже против буржуазных демократических концепций старых сторонников Венизелоса.
В своей тактике и стратегии ΑΣΟ использовала «подлинные революционные, ленинские методы». Согласно Григориадису, её руководители жили в 1916 году. Они обращались непосредственно к солдатам. Мобилизация и посвящение офицеров являлись вторичной целью организации. Григориадис считает что руководители и сторонники этой мощной организации имели менталитет «Красногвардейцев»,
Согласно историку Т. Герозисису ΑΣΟ преследовала 2 цели:651:
- Как можно большее участие в войне
- Контроль над армией на Ближнем Востоке, с тем чтобы не допустить её трансформацию в армию «преторианцев» на службе монархии.

## Продолжение войны
Численность армии правительства в изгнании к концу 1942 года была доведена до 30 тысяч человек: 18.000 в сухопутных войсках, 7.000 на флоте и 4.000-5.000 в ВВС.
Основной задачей греческого флота стало сопровождение конвоев союзных торговых кораблей в Средиземном море. Следует отметить, что в 1943 году, из 41 боевых кораблей сопровождавших конвои в Средиземном море, 27 принадлежали британскому флоту, 11 греческому и только 3 французскому. Греческие военные корабли действовали и в Атлантике от Англии и до Кейптауна.
Из 6 подводных лодок, которыми располагал ВМФ Греции в начале войны, 4 были пожертвованы на алтарь Победы. Из них Главкос (Y-6) погибла 12 мая 1942 года, Тритон (Y-5) 16 ноября 1942 года).

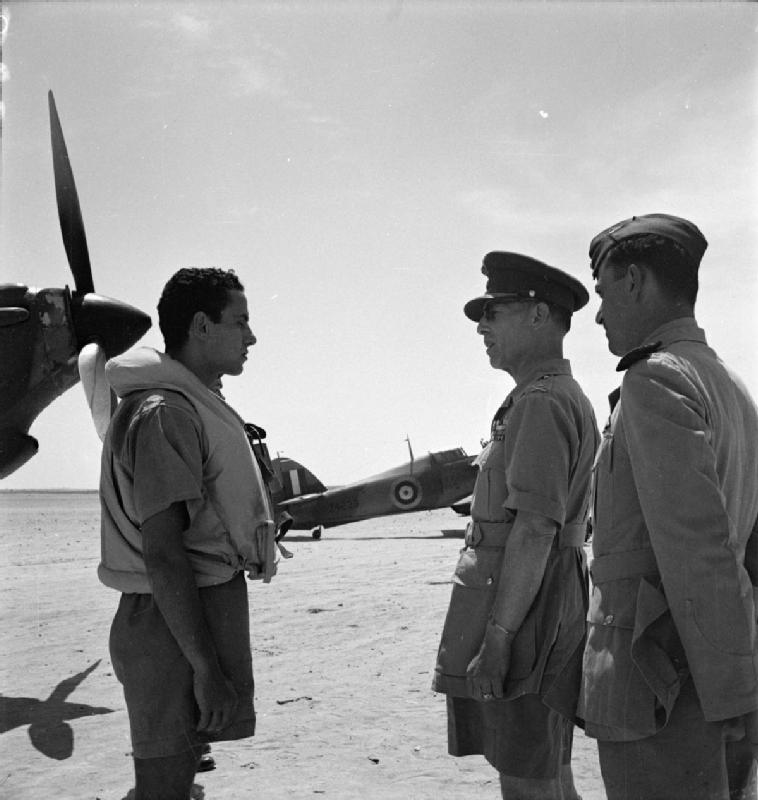
Греческий король Георг в расположении 335-й греческой эскадрильи

В воздухе продолжали сражаться созданные ещё летом 1941 года 13-я эскадрилья лёгких бомбардировщиков, 335-я эскадрилья бомбардировщиков и 336-я эскадрилья.

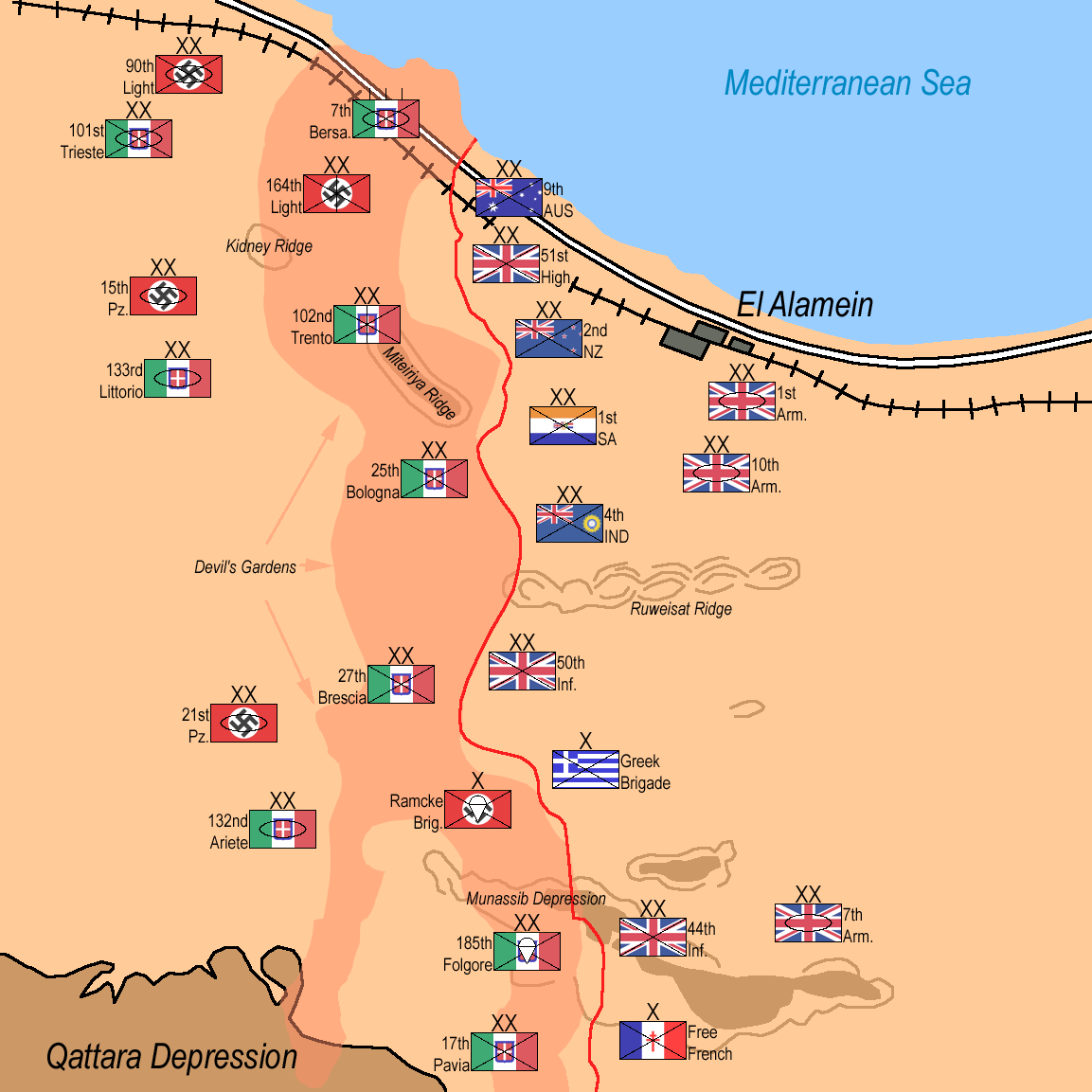
Расположение 1-й греческой бригады в сражении при Эль-Аламейне

На суше 1-я бригада греческой армии, под командованием полковника Павсаниаса Цакалотоса, в конце октября-начале ноября 1942 года приняла участие в сражении при Эль-Аламейне, потеряв при этом убитыми 6 офицеров и 83 рядовых, а также более 300 раненных.

## События февраля-марта 1943 года
17 февраля 1943 взбунтовались солдаты пехотного батальона ΙΙ бригады, расположенной в Сирии:651, по причине замены их командира, подполковника Хадзиставриса, который в своё время, будучи сторонником Венизелоса, был оправлен в отставку после попытки переворота 1935 года. Волнения распространились на всю ΙΙ бригаду: майор прибывший на замену Хадзиставриса был избит, в то время как 150 офицеров бригады, из тех кого ΑΣΟ именовала «фашистами» подали в отставку.
П. Канеллопулос, будучи министром обороны эмиграционного правительства, поспешил из Каира в Сирию, где происходили эти события, но его постиг новый удар: взбунтовалась Ι бригада, которая в этот период проходила подготовку в горных районах Ливана, в знак солидарности с Хадзиставрисом.
Григориадис пишет:282:
«Взбунтовавшиеся — солдаты, унтер-офицеры и некоторые младшие офицеры — требовали от своего командования, чтобы подполковник Хадзиставрис и командиры других батальонов, которые после бунта выразили свою солидарность с ним и были также смещены, вернулись на свои места. Далее, взбунтовавшиеся требовали отставки всех офицеров „четвёртоавгустовцев“ (режима Метаксаса), а также перестановки в правительстве, с включением в него демократических офицеров».
Каннелопулос, который в лагере в Хадера (Палестина) чуть было не подвергся линчеванию греческими солдатами и избежал его в последний момент (его шофёр получил ножевое ранение:651), будучи не в состоянии решить проблему с бунтовщиками силами греческого правительства, обратился к англичанам.
Те, в свою очередь, во избежание кровопролития, посоветовали ему отступить.
Канеллопулос принял первое требование взбунтовавшихся. 150 правых офицеров, уже подавших в отставку, плюс 150 правых солдат из взбунтовавшихся соединений были арестованы и заключены в лагерь «Мерж Аюм»:651.
Второе требование Канеллопулос принять не мог и подал в отставку.
Отставка была принята. Продолжающаяся конфронтация в греческих частях на Ближнем Востоке между монархистами и республиканцами, вынудили короля и премьер -министра Э. Цудероса покинуть Лондон, обосноваться в Египте и выполнить второе требование взбунтовавшихся республиканцев 2-й греческой бригады:651.
Была произведена чистка правительства от «четвёртоавгустовцев», а также была произведена замена командующего флотом, монархиста адмирала А. Сакеллариу, адмиралом Александрисом. Мятеж на этом этапе увенчался полным успехом.
Когда обстановка стала более спокойной, были произведены перемены в командовании бригад, а самые «активные» бунтовщики были отправлены в Тобрук, охранять лагерь немецких военнопленных.
Движущая сила восстания, ΑΣΟ, оставалась неизвестной и незатронутой действиями правительства.
Т. Герозисис пишет, что эта победа, вместо того чтобы привести к серьёзному, ответственному и глубокому изучению обстановки и действительного соотношения сил, привела организацию к максималистским позициям и тенденциям:652.

## События июля 1943 года
В июле 1943 года настал черёд кораблей флота. Взбунтовались экипажи эсминцев «Иэракс» и «Миаулис». По приказу морского министра Софокла Венизелоса, бунт был подавлен. Против экипажа «Иэракс» был использован слезоточивый газ, 27 моряков были арестованы.
События всколыхнули Александрию. Правительство попыталось очистить и другие корабли и в целом подавить движение солдат и граждан греческой общины, которых считала ответственными за коммунистическую деятельность.
Одновременно вновь взбунтовалась ΙΙ бригада. После первого убитого последовали избиения офицеров, включая командира и начальника штаба бригады. Военный врач Маврогенис, сочтя избиение офицеров оскорблением, покончил жизнь самоубийством:652.
Аресты «реакционеров», офицеров и рядовых были массовыми.
Вмешались английские войска, которые разоружили ΙΙ бригаду и отправили около 300 бунтовщиков в концентрационные лагеря. 4 солдата были приговорены к смерти, но не были расстреляны.
Несколькими днями позже произошло неудавшееся восстание заключённых в концлагере, где находились греческие солдаты. 2 из них были приговорены к смерти и расстреляны.
Бригада на время была расформирована.
Т. Герозисис считает, что ΑΣΟ ,требующая немедленного участия в войне и национального единства, была спровоцирована в своих действиях организациями четырёхавгустовцев и британских секретных служб и её методы «облегчили игру англичан и их западню»:652.

## События начала 1944 года
Григориадис пишет:493:
«В соединениях и кораблях флота, ΑΣΟ сумела после мятежей 1943, перегруппироваться и расширить своё влияние. Командиры частей и кораблей не подозревали в какой степени находились под контролем этой невидимой и неуловимой Власти люди, которыми они командовали. Ещё больше об этом не подозревали правительство и штабы».
18 марта 1944 года, было объявлено о создании на освобождённой Народно-освободительной армией Греции территории «Политического Комитета Национального Освобождения» (греч. Πολιτική Επιτροπή Εθνικής Απελευθέρωσης — ΠΕΕΑ), известного и как «Правительство гор».
Вырисовывалась вероятность создания правительства национального единства, и одной из основных сил, которая могла перевесить на весах политической конфронтации, становилась армия на Ближнем Востоке.
Григориадис пишет, что тот кто получит под свой контроль армию на Ближнем Востоке приобретал мощный инструмент давления.
Он же пишет, что этот контроль становился желанным и для другой цели. Насколько приближался час Освобождения, столько вырисовывалось значение вооружённых сил за границей для послевоенного нового противоборства. Результатом всех этих противоположных тенденций стало почти полное разложение эмиграционной армии ещё до завершения войны, в которой её участие было национальной необходимостью.
Объективной целью апрельского восстания было вынудить правительство Цудероса признать ΠΕΕΑ как основного партнёра и действительного представителя Греции.
Григориадис пишет, что по существу это было первое и решающее гражданское столкновение левых-правых за власть как таковую. Не просто за власть в горах оккупированной Греции, но за правительственную власть — на тот момент и после освобождения. И в отличие от второго столкновения в декабре 1944 года, где вопрос власти не стоял на повестке дня, на Ближнем Востоке такой вопрос стоял и был востребован любым способом.

## Восстание
Когда новость достигла Ближнего Востока, ΑΣΟ решила оказать давление на Цудероса, чтобы тот признал ΠΕΕΑ как основного представителя Греции и вместе с «Правительством гор» сформировал новое правительство национального единства.
Делегация офицеров республиканцев прибыла к Цудеросу 31 марта. Цудерос принял её вежливо, заявив, что он согласен с формированием правительством национального единства, но затем тут же, по выходе делегации, приказал её арестовать:700.
Событие вызвало волнения в воинских частях и требование отставки Цудероса. Цудерос был готов подать в отставку, но под давлением англичан, которые не желали видеть греческое правительство вне британского контроля, отказался уйти в отставку.
1 апреля два офицера 2-го артиллерийского полка, расположенного в Гелиополисе вблизи Каира, предстали перед своим командиром и заявили, что они признают законным правительством только ΠΕΕΑ, то есть правительство гор. Последовала сходка полка, на которой о поддержке ΠΕΕΑ заявили 14 офицеров и 240 рядовых, из общего числа 700. Командир полка, Стилианос Манидакис, готовый к такому развитию событий, арестовал их всех и передал их англичанам. Те отправили в концлагерь Мена, недалеко от пирамид.
3 апреля отставной майор Констас, отправленный в отставку за участие в бунте 1943 года, занял здание штаба греческого гарнизона в Каире.
В тот же день перед премьером Цудеросом предстали 3 полковника и заявили ему, что в армии и на флоте действительное командование осуществляли комитеты солдат и матросов, членов ΑΣΟ.
Потеряв контроль над ситуацией, Цудерос в конечном итоге подал в отставку:702.
Отставка Цудероса подогрела боевые настроения на флоте в поддержку ЭАМ и ΠΕΕΑ. Целью теперь стал полный контроль над флотом, от имени ΠΕΕΑ. Группы моряков заняли морское министерство, штаб флота, морскую комендатуру в Александрии, а также военно-морское училище. В Каире были заняты здания Генерального штаба и службы снабжения.
Силы, верные правительству, охраняли другие здания.
Тем временем, арестованные Цудеросом 13 офицеров были освобождены восставшими.
В то время как англичане выбивали восставших из занятых ими зданий в Каире, восстала Ι бригада.
Здесь ΑΣΟ выставила силу в 1000 солдат, из общего числа в 5000. 1-я бригада, готовая к отправке в Италию, требовала, чтобы её считали соединением Народно-освободительной армии Греции (ЭЛАС). Восставшие арестовали офицеров. Имелись убитые и раненые.
Одновременно и ΙΙ бригада перешла под контроль солдатских комитетов. Лишь немногие части оставались верными правительству.
В ту же ночь, с 5 на 6 апреля восстание охватило корабли, которые находились в Александрии и Порт-Саиде, и подводные лодки, находившиеся на Мальте.
В Александрии, где находились 6 эсминцев и другие греческие корабли и в Порт-Саиде, где стоял ветеран и слава греческого флота, броненосец «Георгиос Авероф» с 6 эсминцами и подлодками, восстание было всеобщим. Эпицентром восстания флота в Александрии стали эсминец «Крити» и плавмастерская «Гефест». Экипаж эсминца «Пинд» выбросил перед отходом старших офицеров в море и совершил переход на Мальту, пытаясь привлечь к восстанию греческие корабли, находящиеся на этом острове, после чего перешёл в Италию и, войдя в контакт с компартией Италии, отказался продοлжать службу в королевском флоте.
Подводные лодки, находившиеся на Мальте или в походе в Средиземном море, заявили о присоединении к восстанию. Командующий флотом адмирал Константинос Александрис присоединился к восстанию и прислал в Каир 4 офицера, с целью оказать давление на политиков для формирования правительства национального единства:703.
Утром 6 апреля флот подчинялся (теоретически) правительству ПΕΕΑ.
Используя соответствующее греческое выражение, Григориадис пишет: «Англичане рвали на себе волосы».

## Подавление восстания
Британский премьер-министр Уинстон Черчилль, осознавая серьёзность событий для британских планов в отношении Греции, лично занялся вопросом.
Согласно инструкциям Черчилля, в качестве первой реакции, была избрана блокада 4500 восставших, перекрыв им снабжение продовольствием и водой. Блокада началась с 8 апреля, но с относительным успехом, поскольку местные арабы вели контрабандную торговлю с осаждёнными.
13 апреля прибывший в Каир король Георг назначил премьер-министром Софокла Венизелоса.
15 апреля Черчилль в телеграмме Липеру, британскому послу при греческом эмиграционном правительстве, писал: «Не переживайте чересчур за внешние последствия. Не проявляйте намерения о переговорах» и «Было бы большой ошибкой завершить этот серьёзный вопрос объятиями»:705.
Венизелос использовал для подавления восстания как верных королю военных, так и, прежде всего, британские части. 1-я бригада была окружена британской дивизией. В стычках имелись убитые с двух сторон. Окружённая бригада сдалась через 16 дней, 23 апреля.
Тем временем разложились артиллерийский полк и другие греческие части. Последней восставшей частью, которая была разоружена англичанами, стал танковый полк, разоружённый 4 мая.
Более кровавым стало подавление восстания на флоте. 16 апреля британский адмирал Эндрю Браун Каннингем предупредил Софокла Венизелоса, что англичане полны решимости потопить греческий флот в Александрии.
Венизелос озабоченный тем, что греческий флот может повторить судьбу французского флота в Оране в 1940 году, решил действовать сам. Он назначил командующим флотом адмирала Петроса Вулгариса, который сумел с верными ему офицерами и моряками провести операцию перезахвата флота в ночь с 22 на 23 апреля. При проведении операции погибло несколько офицеров и моряков:704.

5 днями позже, без боя, сдались броненосец «Авероф» и другие корабли восставших в Порт-Саиде. То же самое случилось и с другими кораблями расположенными на Мальте или бывшими на ходу в Средиземном море.
Некоторые очаги восстания сохранились на кораблях и подлодках до начала июня. Одним из них был эсминец «Пиндос».
Конечным результатом столкновений на Ближнем Востоке стал почти полный роспуск армии эмиграционного правительства.
Из числа 30 тысяч греческих офицеров и солдат на Ближнем Востоке от 20 до 22 тысяч были заключены в британские концентрационные лагеря в Эритрее, Египте, Судане и Ливии.
Прошедшие фильтрацию укомплектовали соединения, верные королю и британцам (3-я Греческая горная бригада и Священный отряд):705.
После подавления восстания, моряки восставших греческих кораблей, в числе заключённых в британские лагеря, прошли фильтрацию, прежде чем вернуться на борт своих кораблей.
Через несколько недель, руководство компартии, следуя политике национального единства, приняло участие в Конференции в Ливане, где осудило восстание. 1-глава «Национального Договора» в Ливане, подписанная всеми сторонами начинается следующим образом : «Мы все согласились с тем, что мятеж Ближнего Востока является преступлением против Отечества. Мы все также согласились, что расследование должно продолжиться и что зачинщики мятежа должны быть наказаны в соответствии с их виной».

## После восстания
Политика компромисса выраженная компартией Греции на Конференции в Ливане, а затем, в итальянской Казерте в начале 1944 года, где очередным компромиссом командование всех греческих сил, включая ЭЛАС, было отдано британскому генералу, не привела к мирному развитию послевоенной политической жизни Греции.
Воспользовавшись правами вытекающими из этих соглашений и под предлогом якобы гуманитарной Операции «Манна», британские войска высадились в практически уже освобождённую частями ЭЛАС Грецию в середине октября 1944 года.
Через месяц, после политического кризиса, где камнем преткновения стали Священный отряд и отфильтрованная 3-я Греческая горная бригада, британская гуманитарная операция переросла в открытое военное столкновение в декабре 1944 года в Афинах с городскими отрядами ЭЛАС.
Руководства компартии и ЭАМ, в очередной раз, пошли на компромисс и подписали Варкизское соглашение в январе 1945 года, полагая, что таким образом удастся избежать гражданской войны и направить политическую жизнь страны в мирное русло.
После освобождения из концлагеря Яннис Саллас вернулся в Грецию и своим докладом принял участие в дискуссии в ЦК компартии Греции касательно Антифашистской борьбы на Ближнем Востоке.
Поскольку значительная часть руководства партии считала, что восстание на Ближнем Востоке было ошибкой и возлагало на него вину, Саллас заявил, что летом 1943 года, в Каире, функционер партии П. Руссос согласовал с ним план, согласно которому создание ПЕЕА станет сигналом для восстания на Ближнем Востоке:701.

## Оценка восстания
Сегодняшнее руководство компартии и историографы близкие к ней считают ошибкой не само восстание, а все последовавшие компромиссы партийного руководства, в результате которых позиция ЭАМ-ЭЛАС была ослаблена, что только ускорило конфронтацию с англичанами и правыми кругами в намного худших условиях.
Часть оппозиционных компартии историков, таких как например Фивос Икономидис, вписывают восстание руководимое Салласом в русло советской политики тех лет.
Икономидис пишет, что Советский Союз открыто поддержал восстание греческой армии на Ближнем Востоке. Основываясь на этом утверждении, Икономидис предполагает, что Саллас и руководство ΑΣΟ находились в контакте не с ЦК компартии в Афинах или с ΠΕΕΑ в греческих горах, но напрямую с советским руководством. Икономидис пишет, что «советское руководство искало рычаг воздействия на англичан, чтобы обеспечить свои цели в Польше, против которых Британия ещё упорно сопротивлялась». Согласно Икономидису, «греческие коммунисты на Ближнем Востоке были для советского руководства лишь расходным материалом, таким же образом, как стали расходным материалом их товарищи в Афинах через несколько месяцев, в декабре 1944 года».
Оппозиционные компартии историки, указывают, что восстание, по существу, упразднило сухопутные войска эмиграционного правительства. Вместо 2 дивизий, которые предположительно должны были с триумфом войти в Рим, как победное завершение греко-итальянской войны, армия была свёрнута в одну бригаду, которая в сентябре 1944 года отличилась в Италии при Римини, а затем, в декабре, была задействована англичанами в Афинах.
Эти историки считают, что результатом восстания стала политическая и военная «самокастрация» компартии — условия после возвращения армии в Греции были бы совершенно другими, если бы не состоялось восстание, которое привело к ликвидации сил ЭАМ (ΑΣΟ) среди солдат и матросов.
Григориадис считает, что восстание показало политическую близорукость «ленинистов» на Ближнем Востоке: вместо того чтобы сохранить свои силы для решающего момента Освобождения, где решалось бы всё, они истратили эти силы, преследуя промежуточные и второстепенные цели. К тому же, это происходило во время войны — и, что ещё хуже, на территории Ближнего Востока, где абсолютно господствовал их противник, англичане.
Компартия Греции обвиняется этими историками в политическом аморализме: её представители на Конференции в Ливане, несколькими неделями позже, в своих извиняющегося тона телеграммах Черчиллю и Рузвельту, не колеблясь и безоговорочно осудили своих товарищей как «безумных», и их восстание именовали преступлением против Отечества:530.
Тысячи греческих коммунистов оказались за колючей проволокой в британских концлагерях. Поэт Фотис Ангулес, который был заключён в концлагере в ливийской пустыне, писал в своём стихотворении «Посвящение лорду Байрону»:
Мы не можем в эту ночь
Образ вспомнить твой опять
Так как в проволоке колючей может
наша мысль застрять
И кровью твою душу обагрить